# Marie-Helene Östlund
Pour les articles homonymes, voir Östlund et Westin.
Marie-Helene Östlund, née Westin le 14 mai 1966, est une ancienne fondeuse suédoise.

## Palmarès

### Championnats du monde
- Championnats du monde de 1987 à Oberstdorf  Allemagne de l'Ouest :
  -  Médaille d'or sur 20 km ;
  -  Médaille de bronze en relais 4 × 5 km.
- Championnats du monde de 1991 à Val di Fiemme  Italie :
  -  Médaille d'argent sur 10 km.
- Championnats du monde de 1995 à Thunder Bay  Canada :
  -  Médaille de bronze en relais 4 × 5 km.

### Coupe du monde
- Meilleur classement final : 2e en 1988.
- 9 podiums : 2 victoires, 2 deuxièmes places et 5 troisièmes places.

#### Détail des victoires individuelles
| Date            | Lieu       | pays      | Compétition |
| --------------- | ---------- | --------- | ----------- |
| 20 février 1987 | Oberstdorf | Allemagne | 20 km TL    |
| 27 mars 1988    | Rovaniemi  | Finlande  | 10 km TL    |

Légende :

TC = classique

TL = libre

MS = départ en masse

HS = départ avec handicap

PU = poursuite